# Châteaurenard
Châteaurenard település Franciaországban, Bouches-du-Rhône megyében. Lakosainak száma 16 668 fő (2022. január 1.). Châteaurenard Eyragues, Graveson, Noves, Rognonas és Avignon községekkel határos.

## Népesség
A település népességének változása:
| Lakosok száma | 10 220 | 11 072 | 11 790 | 14 000 | 15 780 | 15 624 | 15 814 | 16 063 | 16 201 | 16 668 |
|               | 1968   | 1982   | 1990   | 2006   | 2013   | 2015   | 2017   | 2019   | 2020   | 2022   |